# Circuit de Bresse
Le circuit de Bresse est un circuit automobile français situé à Frontenaud dans le département de la Saône-et-Loire, en région Bourgogne-Franche-Comté.

## Description
Le complexe de sport mécaniques s’étend sur une superficie de 55 ha et comprend trois pôles d'activités différentes :
- la piste auto-moto ouverte en 2006,
- la piste de karting ouverte en 2007,
- le centre d'essais de sécurité et prévention routière ouvert en 2010.